# Pallacanestro in carrozzina ai IX Giochi paralimpici estivi
Per la pallacanestro in carrozzina ai Giochi paralimpici estivi di Barcellona 1992 furono disputati i due tornei maschile e femminile.

## Medagliere
| Pos.   | Nazione     | Oro | Argento | Bronzo | Totale |
| ------ | ----------- | --- | ------- | ------ | ------ |
| 1      | Paesi Bassi | 1   | 0       | 1      | 2      |
| 2      | Canada      | 1   | 0       | 0      | 1      |
| 3      | Germania    | 0   | 1       | 0      | 1      |
| 3      | Stati Uniti | 0   | 1       | 0      | 1      |
| 5      | Francia     | 0   | 0       | 1      | 1      |
| Totale | Totale      | 2   | 2       | 2      | 6      |

## Risultati
| Competizione     | Oro         | Argento     | Bronzo      |
| ---------------- | ----------- | ----------- | ----------- |
| Torneo maschile  | Paesi Bassi | Germania    | Francia     |
| Torneo femminile | Canada      | Stati Uniti | Paesi Bassi |